# 亨利·德雷伯獎章
亨利·德雷伯獎章（英語：Henry Draper Medal）是由美國天文學家亨利·德雷伯的遺孀成立，由美國國家科學院頒發給對天文物理學有傑出貢獻的人士。

## 歷年得主
- 1886年：塞缪尔·兰利
- 1888年：爱德华·皮克林
- 1890年：亨利·奥古斯塔斯·罗兰
- 1893年：赫爾曼·卡爾·沃格爾
- 1899年：詹姆士·愛德華·凱勒
- 1901年：威廉·哈金斯
- 1904年：喬治·海耳
- 1906年：威廉·華萊士·坎貝爾
- 1910年：查理斯·艾博特
- 1913年：亨利-亞歷山大·德朗達爾
- 1915年：乔尔·斯特宾斯
- 1916年：阿尔伯特·迈克耳孙
- 1918年：沃尔特·亚当斯
- 1919年：夏爾·法布里
- 1920年：艾尔弗雷德·福勒
- 1921年：彼得·塞曼
- 1922年：亨利·诺利斯·罗素
- 1924年：亚瑟·爱丁顿
- 1926年：哈罗·沙普利
- 1928年：威廉·哈蒙德·萊特
- 1931年：安妮·坎农
- 1932年：維斯托·斯萊弗
- 1934年：約翰·斯坦利·普拉斯基特
- 1936年：肯尼斯·米斯
- 1940年：罗伯特·威廉姆斯·伍德
- 1942年：艾拉·斯普拉格·鮑恩
- 1946年：保羅·梅瑞爾
- 1948年：汉斯·贝特
- 1949年：奥托·斯特鲁维
- 1951年：貝爾納·費迪南·李奧
- 1955年：亨德里克·范德胡斯特
- 1957年：霍勒斯·W·巴布科克
- 1961年：馬丁·史瓦西
- 1963年：理查德·图西
- 1965年：馬丁·賴爾
- 1968年：本特·埃德倫
- 1971年：蘇布拉馬尼揚·錢德拉塞卡
- 1974年：萊曼·史匹哲
- 1977年：阿诺·彭齐亚斯、罗伯特·威尔逊
- 1980年：威廉·威爾遜·摩根
- 1985年：约瑟夫·泰勒
- 1989年：里卡多·焦瓦内利（英语：Riccardo Giovanelli）、玛莎·P·海恩斯
- 1993年：拉尔夫·阿尔弗、罗伯特·赫尔曼
- 1997年：玻丹·帕琴斯基
- 2001年：R·保羅·巴特勒、傑佛瑞·馬西
- 2005年：查尔斯·本内特
- 2009年：尼尔·格雷尔斯
- 2013年：威廉·J·博鲁茨基
- 2017年：巴里·巴里什、斯坦利·E·惠特科姆
- 2021年：謝珀德·S·多勒曼、海諾·法爾克（英语：Heino Falcke）
- 2025年：亞當·K·勒羅伊（Adam K. Leroy）

## 外部連結

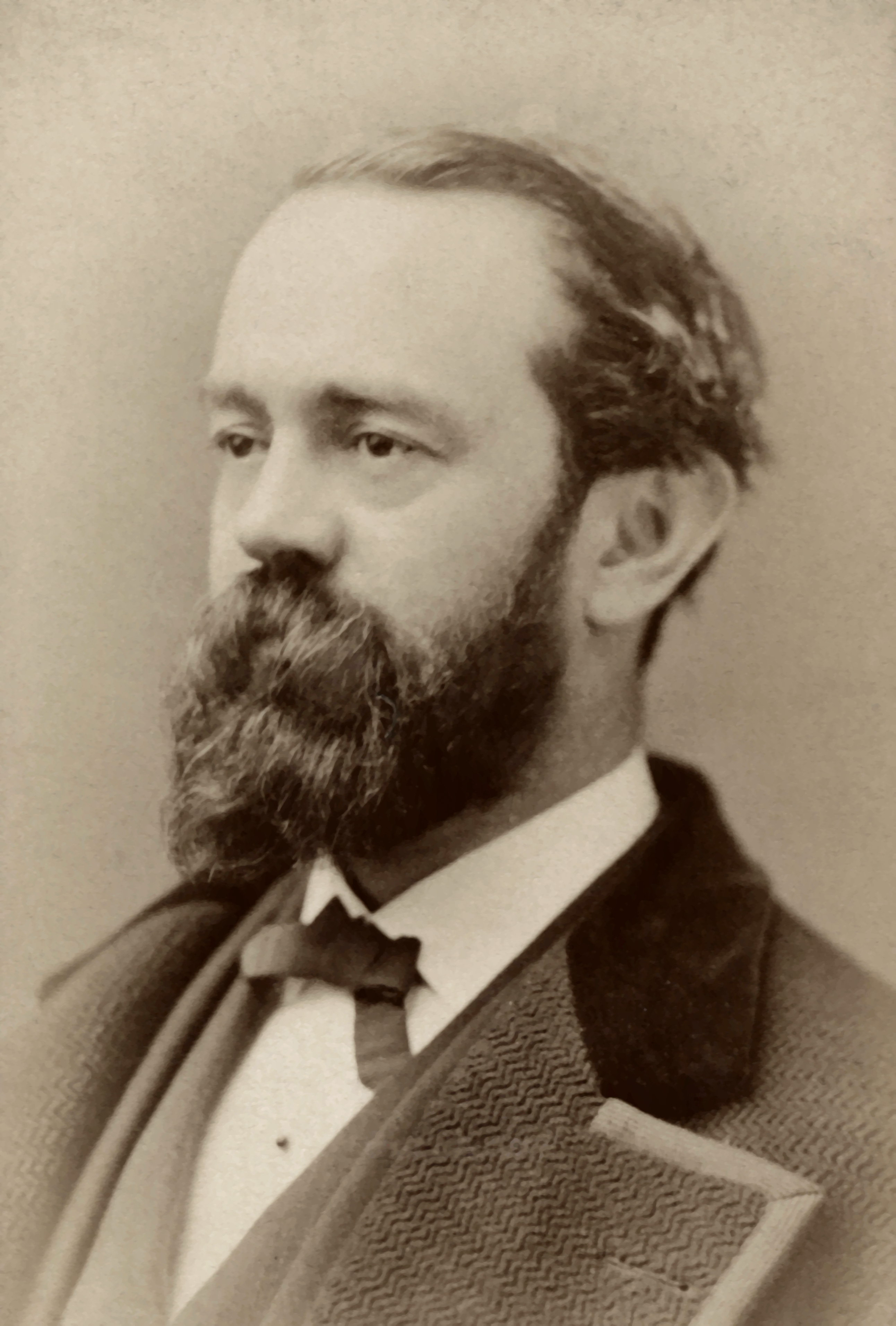
亨利·德雷伯

- NAS Henry Draper Medal